# Janaki Mandir

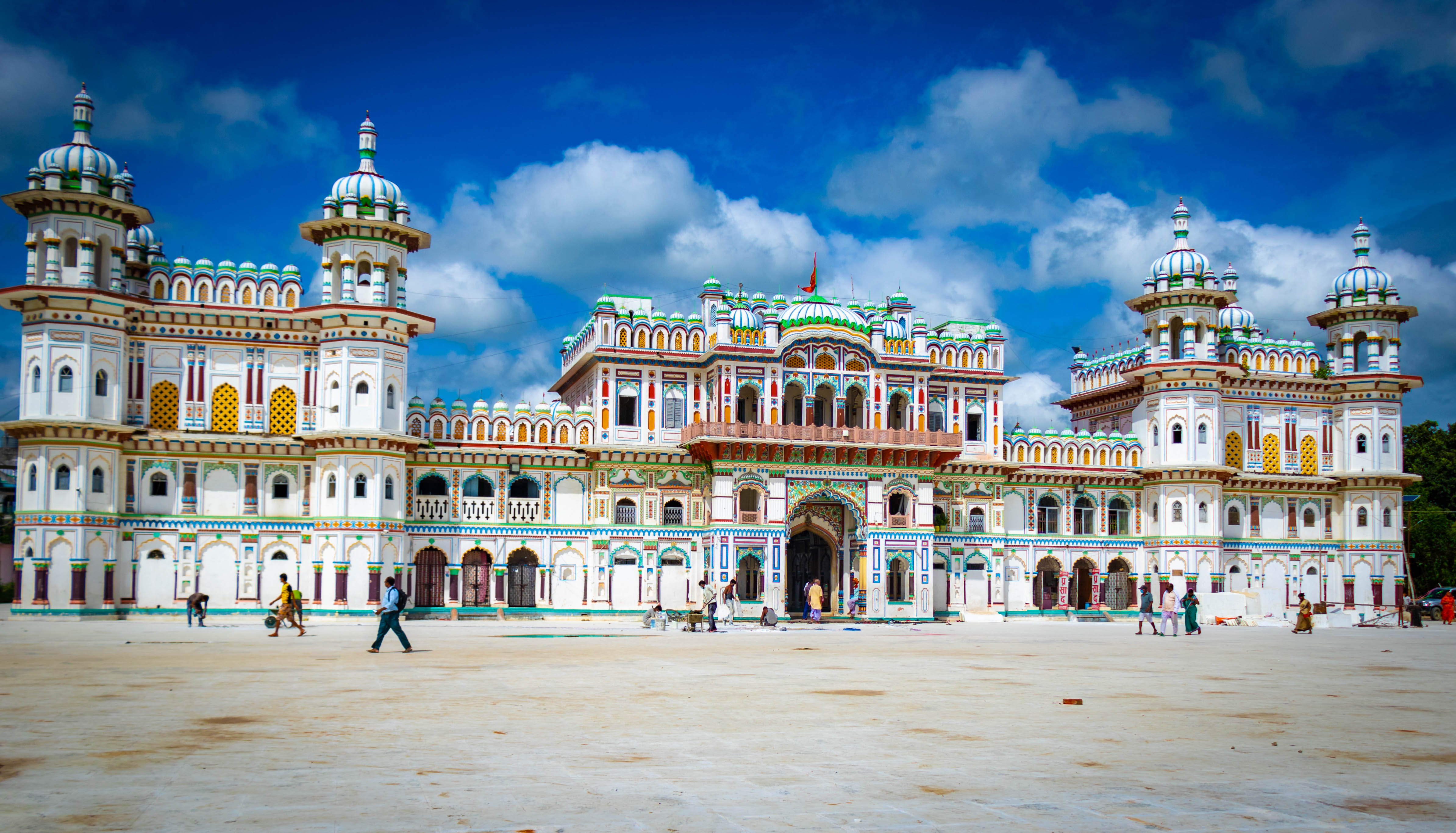
Le Janaki Mandir. Septembre 2020.

Le Janaki Mandir (népalais : जानकी मन्दिर) est un temple hindou dédié à la déesse Sītā qui est situé au cœur de la ville de Janakpur au Népal.
Le temple a été proposé en 2008 pour une inscription au patrimoine mondial et figure sur la « liste indicative » de l’UNESCO dans la catégorie patrimoine culturel.